# Magnolia kisopa
Magnolia kisopa là một loài thực vật có hoa trong họ Magnoliaceae. Loài này được (Buch.-Ham. ex DC.) Figlar mô tả khoa học đầu tiên năm 2000.